# Darko Cingesar
Darko Cingesar (født 25. juli 1990 i Ljubljana, Slovenien) er en slovensk håndboldspiller som spiller for Pays d'Aix Université Club og Sloveniens herrehåndboldlandshold.
Han deltog under EM i håndbold 2020 i Sverige/Østrig/Norge.